# Воскресенське (Ульчський район)
Воскресе́нське (рос. Воскресенское) — село у складі Ульчського району Хабаровського краю, Росія. Входить до складу Сусанінського сільського поселення.

## Населення
Населення — 23 особи (2010; 111 у 2002).
Національний склад (станом на 2002 рік):
- росіяни — 53 %
- нівхи — 31 %